# 林同 (天順進士)
林同（1434年—？），字進卿，福建漳州府龍溪縣人，明朝政治人物。進士出身。

## 生平
景泰七年（1456年）丙子科福建鄉試第四十二名。天順四年（1460年）庚辰科會試第一百二十六名，殿試登進士第二甲第三十名。

## 家族
曾祖父林瑩中。祖父林仲謨。父亲林經賢。